# Голеше-Дуже
Голеше-Дуже (пол. Golesze Duże) — село в Польщі, у гміні Вольбуж Пйотрковського повіту Лодзинського воєводства.
Населення — 187 осіб (2011).
У 1975-1998 роках село належало до Пйотрковського воєводства.

## Демографія
Демографічна структура станом на 31 березня 2011 року:
|          | Загалом | Допрацездатний вік | Працездатний вік | Постпрацездатний вік |
| -------- | ------- | ------------------ | ---------------- | -------------------- |
| Чоловіки | 92      | 15                 | 69               | 8                    |
| Жінки    | 95      | 13                 | 59               | 23                   |
| Разом    | 187     | 28                 | 128              | 31                   |